# Мария Сидония фон Йотинген-Йотинген
Мария Сидония фон Йотинген-Йотинген (на немски: Maria Sidonia vpn Oettingen-Oettingen; † 27 ноември 1596) е благородничка от Йотинген-Йотинген в Швабия, Бавария и чрез женитба господарка на замък Хоенфелс в Баден-Вюртемберг и на господствата Райполтскирхен в Рейнланд-Пфалц и Риксинген, Франция.
Тя е най-голямата дъщеря на господар Лудвиг XV фон Йотинген-Йотинген (1486 – 1557) и съпругата му графиня Мария Салома фон Хоенцолерн-Хайгерлох (1488 – 1548), дъщеря на граф Айтел Фридрих II фон Хоенцолерн (1452 – 1512) и Магдалена фон Бранденбург (1460 – 1496).
Мария Сидония фон Йотинген умира на 27 ноември 1596 г. и е погребана във Вестхофен.

## Фамилия
Мария Сидония фон Йотинген се омъжва на 29 юни 1542 г. в Йотинген за Йохан II фон Хоенфелс-Райполтскирхен-Риксинген (* 1518; † между 13 март и 24 юни 1573), вдовец на графиня Катарина фон Насау-Висбаден-Идщайн (* 1515; † 1540), единственият син на Волфганг фон Хоенфелс-Форбах-Райполтскирхен-Риксинген († 1538) и Катарина фон Раполтщайн († 1519). Тя е втората му съпруга.  Бракът е бездетен.
Заварената ѝ дъщеря Клаудия фон Хоенфелс († 1582) се омъжва за нейните братя: 1561 г. за Лотар († 1566) и 1569 г. за граф Лудвиг XVI фон Йотинген-Йотинген († 1569).